# دماغ ألبرت آينشتاين
لقد كان دماغ ألبرت أينشتاين موضوعًا للكثير من الأبحاث والتكهنات. تمت إزالة دماغ أينشتاين في غضون سبع ساعات ونصف من وفاته. لقد اجتذب الدماغ الانتباه نظرًا لسمعة أينشتاين كواحد من العباقرة الأوائل في القرن العشرين، واستخدمت الظواهر أو المخلفات الواضحة في الدماغ لدعم الأفكار المختلفة حول ارتباطات التشريح العصبي مع الذكاء العام أو الرياضي. تشير الدراسات العلمية إلى أن المناطق المشاركة في الكلام واللغة أصغر، في حين أن المناطق المعنية بالمعالجة العددية والمكانية أكبر. أشارت دراسات أخرى إلى زيادة عدد الخلايا الدبقية في دماغ أينشتاين.

## مصير الدماغ
تم إجراء تشريح آينشتاين في مختبر توماس ستولتز هارفي. بعد وقت قصير من وفاة آينشتاين في عام 1955، أزال هارفي الدماغ وقدر وزن الدماغ بحوالي 1230 جراما. ثم أخذ هارفي الدماغ إلى مختبر في جامعة بنسلفانيا حيث قام بتشريحه إلى عدة قطع؛ بعض القطع التي احتفظ بها لنفسه في حين أن البعض الآخر أعطي لعلماء الأمراض الرائدة. وادعى أنه يأمل في أن يكشف المهندسون الإلكترونيون عن معلومات مفيدة. حقن هارفي 50 ٪ من الفورمالين من خلال الشرايين السباتية الداخلية وبعد ذلك علق الدماغ السليم في 10 ٪ من الفورمالين. صور هارفي الدماغ من عدة زوايا. قام بعد ذلك بتشريحها إلى حوالي 240 قطعة (كل منها حوالي 1   سم 3) وقام بتغطية الشرائح في مادة تشبه البلاستيك تسمى الكولوديون. أزال هارفي أيضًا عيون آينشتاين، وأعطاها لهنري أبرامز، طبيب العيون الخاص بأينشتاين.
موافقة آينشتاين على حفظ الدماغ بموافقته المسبقة من عدمه تعد أمرا مثيرا للجدل. تقول سيرة رونالد كلارك عن آينشتاين والتي نشرت بالعام 1979: «لقد أصر على أن دماغه يجب أن يستخدم للبحث وأن يتم حرقه»، لكن الأبحاث الحديثة أشارت إلى أن هذا قد لا يكون صحيحًا وأن الدماغ قد تمت إزالته وحفظه دون إذن من آينشتاين أو أقربائه المقربين. أيد هانز ألبرت أينشتاين، الابن الأكبر للفيزيائي، عملية الإزالة بعد الحدث، لكنه أصر على ضرورة استخدام دماغ والده فقط للبحث الذي ينشر في المجلات العلمية ذات المكانة العالية.
في عام 1978، تم اكتشاف دماغ العالم آينشتاين في حوزة هارفي من قبل الصحفي ستيفن ليفي. تم حفظ أقسامه في الكحول في جرتين كبيرتين من الماسون داخل صندوق لعصير التفاح لأكثر من 20 عامًا. في عام 2010، نقل ورثة هارفي جميع مقتنياته التي تشكل بقايا دماغ آينشتاين إلى المتحف الوطني للصحة والطب، بما في ذلك 14 صورة للدماغ بالكامل (والتي تفتت لاحقا إلى شظايا) لم يتم الكشف عنها من قبل للجمهور من قبل.
في الآونة الأخيرة، تم الحصول على 46 جزءا صغيرة من دماغ أينشتاين من قبل متحف Mütter في فيلادلفيا. في عام 2013، عُرضت هذه الشرائح الرقيقة، المثبتة على شرائح المجهر، في معارض المتحف الدائمة.

## دراسات علمية

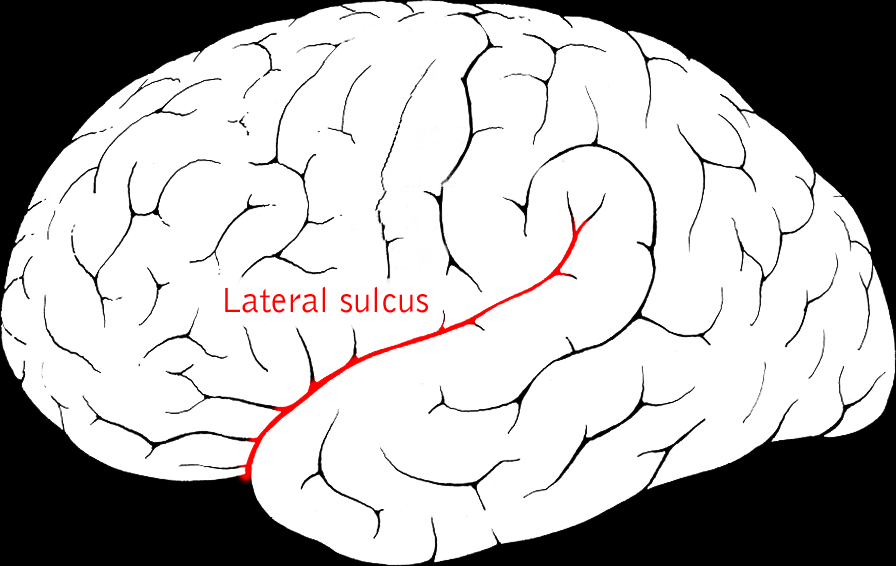
التلم الوحشي (الشق السلفياني) في الدماغ الطبيعي. في دماغ أينشتاين، تم اقتطاع هذا.

### تشريح الجثة
كان هارفي قد ذكر أن أينشتاين ليس لديه غشاء الجداري في أي من شقيه،  ولكن هذا الاكتشاف قد تم التشكيك فيه. صور الدماغ أثبتت تشققًا سيلفيًا موسعًا. في عام 1999، كشف تحليل آخر قام به فريق في جامعة ماكماستر في هاميلتون ، أونتاريو ، أن منطقة غموضه الجدارية في التلفيف الجبهي السفلي في الفص الجبهي للدماغ كانت شاغرة. كان الغائب أيضًا جزءًا من منطقة مجاورة تسمى التلم الوحشي (الشق سيلفي). تكهن الباحثون في جامعة ماكماستر بأن الشغور ربما مكّن الخلايا العصبية في هذا الجزء من دماغه من التواصل بشكل أفضل. وقالت البروفيسور ساندرا ويتلسون التي قادت البحث المنشور في مجلة لانسيت «إن هذا التشريح غير الاعتيادي للمخ... [جزء مفقود من شق سيلفي] ... قد يفسر سبب تفكير أينشتاين بالطريقة التي قام بها». استندت هذه الدراسة إلى صور فوتوغرافية لكامل الدماغ قام بها هارفي عام 1955، وليس على فحص مباشر للمخ. ادعى أينشتاين نفسه أنه فكر بصريًا وليس لفظيًا. وقال البروفيسور لوري هول من جامعة كامبريدج في تعليقه على الدراسة: «القول إن هناك رابطًا محددًا هو بمثابة جسر بعيد جدًا في الوقت الحالي. حتى الآن، لم يتم إثبات الحالة. لكن الرنين المغناطيسي والتكنولوجيات الجديدة الأخرى ستسمح لنا البدء في التحقيق بخصوص هذه الأسئلة بالذات».

### الخلايا الدبقية
في الثمانينيات من القرن الماضي، استلمت ماريان دياموند ، أستاذة جامعة بيركلي ، أربعة أقسام من مناطق الرابطة القشرية للفصوص الجبهية الأمامية والدنيا العليا في نصفي الدماغ الأيمن والأيسر للعالم ألبرت أينشتاين من توماس هارفي. في عام 1984، كانت ماريان دياموند وشركاؤها أول من نشر بحثًا حول دماغ ألبرت أينشتاين. قارنت نسبة الخلايا الدبقية في دماغ أينشتاين مع نسبة الأدمغة المحفوظة لـ 11 من الذكور الآخرين. (توفر الخلايا الدبقية الدعم والتغذية في الدماغ، وتشكل المايلين، وتشارك في نقل الإشارات، وهي المكون الأساسي الآخر للدماغ، إلى جانب الخلايا العصبية). صنع مختبر الدكتور دياموند أقسامًا رقيقة من دماغ أينشتاين، يبلغ سمك كل منها 6 ميكرومتر. ثم استخدموا المجهر لحساب الخلايا. كان لدى دماغ أينشتاين المزيد من الخلايا الدبقية بالنسبة للخلايا العصبية في جميع المناطق التي تمت دراستها، ولكن كان الفرق ذو دلالة إحصائية فقط في المنطقة الجدارية السفلية اليسرى. هذه المنطقة جزء من قشرة الدماغ، وهي مناطق من الدماغ مسؤولة عن دمج وتوليف المعلومات من مناطق أخرى متعددة في الدماغ. يمكن أن تؤدي البيئة المحفزة إلى زيادة نسبة الخلايا الدبقية وقد تنجم النسبة المرتفعة عن دراسة حياة أينشتاين المثيرة للمشجعات العلمية. إن القيد الذي تعترف به دايموند في دراستها هو أنها كان لديها آينشتاين واحد فقط لمقارنته بـ 11 أدمغة من أفراد الذكاء العاديين. انتقد العالم إس.إس كانتا من معهد أوساكا للعلوم البيولوجية دراسة دياموند، وكذلك فعل تيريس هاينز من جامعة بيس. القضايا الأخرى المتعلقة بدراسة دياموند إلى أن الخلايا الدبقية تستمر في الانقسام مع تقدم العمر، وعلى الرغم من أن دماغ أينشتاين كان بعمر 76 عامًا، فقد تمت مقارنته بالدماغ الذي بلغ متوسطه عمره 64 عامًا (أحد عشر أدمغة لذكور أعمارهم بين 47-80 عامًا). لاحظت دياموند في دراستها التاريخية «على دماغ العالم: ألبرت أينشتاين» أن الأفراد الـ 11 الذين استخدمت أدمغتهم في قاعدة التحكم الخاصة بها قد ماتوا من أمراض غير متعلقة بالأعصاب. وأشارت أيضًا إلى أن «العمر الزمني ليس بالضرورة مؤشرًا مفيدًا في قياس النظم البيولوجية. تلعب العوامل البيئية أيضًا دورًا قويًا في تعديل ظروف الكائن الحي. ومن المشكلات الرئيسية في التعامل مع العينات البشرية أنها لا تأتي من البيئات الخاضعة للرقابة». بالإضافة إلى ذلك، هناك القليل من المعلومات المتعلقة بعينات من العقول التي قورن دماغ أينشتاين بها مثل درجة الذكاء أو العوامل الأخرى ذات الصلة. واعترف دياموند أيضا بأنه تم حذف البحوث التي دحضت الدراسة. عقله الآن في متحف موتر في فيلادلفيا واثنان من الأقسام الـ 140 على سبيل المثال في المتحف البريطاني.
يهتم العلماء حاليًا بإمكانية أن تحدد الاختلافات الجسدية في بنية الدماغ قدرات مختلفة. يلعب جزء من الظل المسمى منطقة بروكا دورًا مهمًا في إنتاج الكلام. للتعويض، كان الفص الجداري السفلي أدنى بنسبة 15 في المائة من المعدل الطبيعي. المنطقة الجدارية السفلية هي المسؤولة عن الفكر الرياضي، والإدراك البصري المكاني، وصور الحركة.

### قرن آمون (الحصين)
قامت الدكتورة داليا زيدل من جامعة كاليفورنيا في لوس أنجلوس بفحص شريحتين من دماغ ألبرت أينشتاين تحتوي على الحصين في عام 2001. الحصين هو بنية دماغية تحت القشرة تلعب دورًا مهمًا في التعلم والذاكرة. تم اكتشاف أن الخلايا العصبية على الجانب الأيسر من الحصين أكبر بكثير من تلك الموجودة على الجانب الأيمن، وعند مقارنة ذلك مع شرائح الدماغ العادية من نفس المنطقة في الناس العاديين، كان هناك عدم تناسق ضئيل للغاية، غير متسق في هذا المجال. "إن الخلايا العصبية الأكبر في الحصين الأيسر، كما تشير زيدل، تشير إلى أن دماغ أينشتاين الأيسر قد يكون له اتصالات أقوى بالخلايا العصبية بين الحصين وجزء آخر من الدماغ يسمى القشرة المخية الحديثة من اليمين.وهي المكان الذي يتم فيه التفكير المفصل والمنطق والتحليلي والابتكاري.

### اتصال أقوى بين نصفي الدماغ
أشارت دراسة نشرت في مجلة براين  في سبتمبر 2013 استناد إلى تحليل الجسم الثفني لدماغ آينشتاين - وهي مجموعة كبيرة من الألياف التي تربط بين نصفي الدماغ وتسهل الاتصال بينهما - باستخدام تقنية جديدة سمحت لقياس دقة أعلى لسماكة الألياف. وتمت مقارنة الجسم الثفني لآينشتاين مع عينتين من الأدمغة: 15 من أدمغة المسنين و 52 لأدمغة ناس معدل أعمارهم 26 عاما. كان آينشتاين في سن الـ 26 في عام 1905، قد وصل إلى انوس ميرابيليس (سنة المعجزات) . أظهرت النتائج أن أينشتاين كان لديه اتصالات أكثر شمولاً بين أجزاء معينة من نصفي دماغه مقارنة بأدمغة العينات المستخدمة للمجموعتين في الدراسة.

### الصور المستردة حديثا
تم نشر دراسة، «القشرة الدماغية لألبرت أينشتاين: وصف وتحليل أولي للصور غير المنشورة»،  في 16 نوفمبر 2012، في مجلة براين . قاد دين فالك، عالم الأنثروبولوجيا التطورية في جامعة ولاية فلوريدا، الدراسة - التي حللت 14 صورة تم اكتشافها مؤخرًا - ووصفت الدماغ أنه: «على الرغم من أن الحجم الكلي والشكل غير المتماثل لدماغ أينشتاين كانا طبيعيين، إلا أن المحرك الأمامي الجبهي والجسدي والحسي الأولي والجدار الجداري، كانت القشرية الصدغيّة والذهبية غير عادية». كان هناك حافة رابعة (بصرف النظر عن الأشخاص الطبيعيين الثلاثة) في الفص الأوسط للجبهة وهو المسئول عن وضع الخطط والذاكرة العاملة. كانت فصوص الجدارية غير متناظرة بشكل ملحوظ، وقد تكون هناك ميزة في القشرة الحركية الأساسية لآينشتاين مرتبطة بقدراته الموسيقية.
أظهرت دراسة أخرى بقيادة قسم الفيزياء بجامعة شرق الصين للعلوم الطبيعية في شنغهاي، أن «الجسم الثفني لدماغ ألبرت أينشتاين دليل آخر على ذكائه العالي»، نشرت مجلة براين في 24 سبتمبر 2013، تقنية جديدة لإجراء الدراسة، وهي الأولى من نوعها التي تُفصِّل الكينوسوم الخاص بأينشتاين، وهي أكبر مجموعة من ألياف الدماغ التي تربط بين نصفي المخ وتُسهل التواصل بين شطريها. كان الجسم الثفني لدى آينشتاين أثخن من تلك الموجودة في العينات الأخرى، مما يشير إلى تعاون أفضل بين نصفي الدماغ. لا يمكن للعلماء حاليًا معرفة إلى أي مدى كانت الميزات غير العادية المذكورة أعلاه فطرية أو إلى أي مدى كانوا قادرين على تكريس أينشتاين لحياته للفكر الأعلى.

### نقد
قد يكون لتحيز الاختيار تأثير على النتائج المنشورة، مما يعني أن النتائج التي تظهر الاختلافات بين دماغ آينشتاين والأدمغة الأخرى تميل إلى النشر، بينما تظهر النتائج أن دماغ آينشتاين كان يشبه أدمغة أخرى في كثير من النواحي. عرف الباحثون دماغ العالم آينشتاين والضوابط التي تتحكم به، والسماح للتحيز بوعي أو دون وعي ومنع البحوث المحايدة.
على النقيض من ذلك، ينتقد اختصاصي علم الأعصاب تيرينس هاينز من جامعة بيس بشدة هذه الدراسات وقد صرح بأنها معيبة. يؤكد هاينز أن جميع أدمغة الإنسان فريدة ومختلفة عن غيرها في بعض الطرق. لذلك، بافتراض أن السمات الفريدة في دماغ أينشتاين كانت مرتبطة بعبقريته، في رأي هينز، أن هذا يتجاوز الأدلة. يجادل كذلك بأن ربط سمات الدماغ غير الاعتيادية بأي خاصية تتطلب دراسة العديد من العقول بتلك الخصائص، ويقول إن مسح أدمغة العديد من العلماء القادرين للغاية سيكون أفضل من البحث عن أدمغة واحد أو اثنين من العباقرة.

## أدمغة العباقرة الآخرين
لم يكن الحفاظ على أدمغة العباقرة ظاهرة جديدة - كان هناك دماغ آخر يجب الحفاظ عليه ومناقشته بطريقة مماثلة هو دماغ عالم الرياضيات الألماني كارل فريدريش غاوس قبل حوالي مائة عام. درس دماغه رودولف فاغنر الذي وجد أن وزنه هو 1,492 غرام ومساحة الدماغ تساوي 219,588 ملليمتر مربع. كما تم العثور على ارتجاجات متطورة للغاية، وقد تم اقتراحها كتفسير لعبقريته. تشمل العقول الأخرى التي تمت إزالتها ودراستها أدمغة فلاديمير لينين،  وعالمة الرياضيات صوفيا كوفالفسكايا،  ايشي الأمريكية الأصلية. تمت إزالة دماغ إدوارد هـ. رولوف، عالم الفلك والجنائي المعروف، بعد وفاته عام 1871 ؛ في عام 1972، كان لا يزال ثاني أكبر دماغ مسجل.

## روابط خارجية
- كيف عمل دماغ ألبرت أينشتاين؟